# Michael Redd
Michael Wesley Redd (Columbus, 24 agosto 1979) è un ex cestista statunitense, professionista nella NBA.

## Caratteristiche tecniche
Guardia di 198 centimetri, è un tiratore molto preciso dalla linea del tiro libero: nella stagione 2005-06 ha avuto quasi l'88% di realizzazioni, mentre nella partita contro i Washington Wizards nella stagione 2009-10 ha realizzato 15/15 tiri liberi.

## Carriera

### NBA
Nell'anno da rookie Redd non ha potuto contribuire alla causa dei Milwaukee Bucks, giocando poco e male. Nella stagione 2001-02 gli viene concesso più spazio dall'allenatore George Karl. Realizza 11,4 punti a partita con il 44,4% da tre. La stagione successiva aumenta la sua media punti a 15,1 con il 43,4% da tre punti. Nel febbraio del 2003 Ray Allen, la star della squadra, viene mandato a Seattle in cambio di Desmond Mason e Gary Payton. Redd diventa così la guardia titolare dei Bucks.
Il 2003-04 è la stagione della consacrazione di Redd: il numero 22 dei Bucks segna 21,7 punti di media e viene convocato all'All Star Game del 2004. Nonostante tutto tra alcuni addetti ai lavori c'è un po' di scetticismo, perché reputano il talento di Redd costruito e pensano che non appena i suoi avversari gli riserveranno attenzioni maggiori, le sue statistiche precipiteranno. Ma Redd non si ferma più: i suoi 23 punti a gara mettono a tacere gli scettici. Nell'estate del 2005 firma con i Bucks un contratto da 91 milioni di dollari in 6 stagioni, smentendo le voci che lo volevano a Cleveland, vicino alla sua città natale, al fianco dell'astro nascente LeBron James.
Nella stagione 2005-06 è il trascinatore dei Milwaukee Bucks all'ottavo posto nella Eastern Conference e quindi ai play-off: l'esperienza qui dura solo 5 partite (eliminazione per mano dei Detroit Pistons 4 a 1) ma le prove disputate da Redd sono a dir poco strepitose. Chiude con 27,2 punti, 5,4 rimbalzi, 1,8 assist e 0,8 rubate di media a partita.
Il 25 gennaio 2009 si infortuna gravemente al ginocchio sinistro, riportando la rottura del legamento crociato anteriore e del collaterale mediale, infortunio che rende necessario un intervento chirurgico e che lo tiene fuori dai campi da gioco per il resto della stagione 2008-09.
Rientrato nella stagione successiva, gioca 18 partite con una media di 11,9 punti, circa la metà della sua produzione abituale. La sfortuna, però, torna a perseguitare il giocatore: nella partita contro i Los Angeles Lakers, infatti, si rompe ancora gli stessi legamenti del ginocchio sinistro, costringendolo anche stavolta a terminare in anticipo la stagione.
Il 28 marzo 2011 torna in campo con i Milwaukee Bucks a 14 mesi dall'infortunio e mette a referto 4 assist. Due giorni dopo, nella partita contro i Toronto Raptors, segna il suo primo canestro dopo la lunga inattività. Chiude l'annata con 10 partite giocate.
Il 28 dicembre 2011 firma un contratto annuale con i Phoenix Suns.

### Nazionale

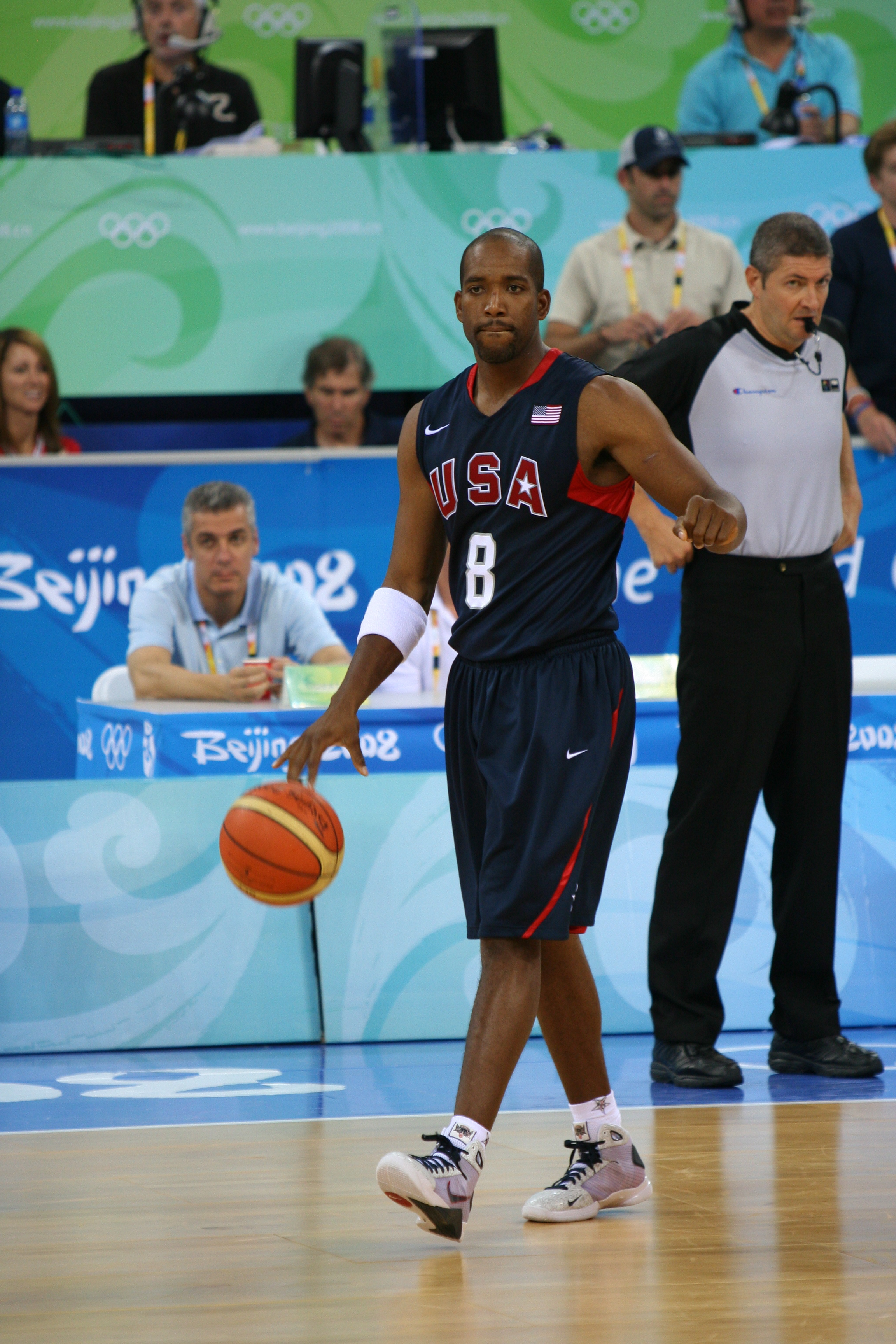
Michael Redd durante le Olimpiadi di Pechino 2008

Ha preso parte frequentemente alle nazionali giovanili. Durante l'estate 2007 ha partecipato al FIBA Americas Championship, torneo di qualificazione per le Olimpiadi di Pechino 2008. In questo ha fatto il record di triple segnate in una partita dell'intero torneo da sempre con 28 realizzazioni, sorpassando il precedente record appartenente a Penny Hardaway con 22. Si guadagna la medaglia d'oro ai Giochi della XXIX Olimpiade, in cui è uno dei trascinatori, sconfiggendo in finale i campioni del mondo della Spagna.

## Statistiche

### NCAA
| Anno      | Squadra             | PG | PT | MP   | TC%  | 3P%  | TL%  | RP  | AP  | PRP | SP  | PP   |
| --------- | ------------------- | -- | -- | ---- | ---- | ---- | ---- | --- | --- | --- | --- | ---- |
| 1997-1998 | Ohio State Buckeyes | 30 | -  | -    | 43,8 | 30,3 | 61,6 | 6,5 | 3,0 | 2,0 | 0,1 | 21,9 |
| 1998-1999 | Ohio State Buckeyes | 36 | -  | 32,9 | 46,6 | 34,1 | 61,4 | 5,6 | 2,4 | 1,4 | 0,1 | 19,5 |
| 1999-2000 | Ohio State Buckeyes | 30 | -  | 33,5 | 43,6 | 31,5 | 77,6 | 6,5 | 2,1 | 1,2 | 0,2 | 17,3 |
| Carriera  | Carriera            | 96 | -  | 33,1 | 44,8 | 31,9 | 64,9 | 6,2 | 2,5 | 1,6 | 0,1 | 19,6 |

### NBA

#### Regular season
| Anno      | Squadra         | PG  | PT  | MP   | TC%  | 3P%  | TL%   | RP  | AP  | PRP | SP  | PP   |
| --------- | --------------- | --- | --- | ---- | ---- | ---- | ----- | --- | --- | --- | --- | ---- |
| 2000-2001 | Milwaukee Bucks | 6   | 0   | 5,8  | 26,3 | 0,0  | 50,0  | 0,7 | 0,2 | 0,2 | 0,0 | 2,2  |
| 2001-2002 | Milwaukee Bucks | 67  | 8   | 21,1 | 48,3 | 44,4 | 79,1  | 3,3 | 1,4 | 0,6 | 0,1 | 11,4 |
| 2002-2003 | Milwaukee Bucks | 82  | 14  | 28,2 | 46,9 | 43,8 | 80,5  | 4,5 | 1,4 | 1,2 | 0,2 | 15,1 |
| 2003-2004 | Milwaukee Bucks | 82  | 82  | 36,8 | 44,0 | 35,0 | 86,8  | 5,0 | 2,3 | 1,0 | 0,1 | 21,7 |
| 2004-2005 | Milwaukee Bucks | 75  | 75  | 38,0 | 44,1 | 35,5 | 85,4  | 4,2 | 2,3 | 0,8 | 0,1 | 23,0 |
| 2005-2006 | Milwaukee Bucks | 80  | 80  | 39,1 | 45,0 | 39,5 | 87,7  | 4,3 | 2,9 | 1,2 | 0,1 | 25,4 |
| 2006-2007 | Milwaukee Bucks | 53  | 53  | 38,4 | 46,5 | 38,2 | 82,9  | 3,7 | 2,3 | 1,2 | 0,2 | 26,7 |
| 2007-2008 | Milwaukee Bucks | 72  | 71  | 37,5 | 44,2 | 36,2 | 82,0  | 4,3 | 3,4 | 0,9 | 0,2 | 22,7 |
| 2008-2009 | Milwaukee Bucks | 33  | 32  | 36,5 | 45,5 | 36,6 | 81,4  | 3,2 | 2,7 | 1,1 | 0,1 | 21,2 |
| 2009-2010 | Milwaukee Bucks | 18  | 12  | 27,3 | 35,2 | 30,0 | 71,2  | 3,0 | 2,2 | 1,1 | 0,1 | 11,9 |
| 2010-2011 | Milwaukee Bucks | 10  | 0   | 13,4 | 40,0 | 23,5 | 100,0 | 0,8 | 1,2 | 0,2 | 0,1 | 4,4  |
| 2011-2012 | Phoenix Suns    | 51  | 2   | 15,1 | 40,0 | 31,8 | 79,3  | 1,5 | 0,6 | 0,3 | 0,0 | 8,2  |
| Carriera  | Carriera        | 629 | 429 | 32,0 | 44,7 | 38,0 | 83,8  | 3,8 | 2,1 | 0,9 | 0,1 | 19,0 |
| All-Star  | All-Star        | 1   | 0   | 15,0 | 41,7 | 50,0 | -     | 3,0 | 2,0 | 3,0 | 0,0 | 13,0 |

#### Play-off
| Anno     | Squadra         | PG | PT | MP   | TC%  | 3P%  | TL%  | RP  | AP  | PRP | SP  | PP   |
| -------- | --------------- | -- | -- | ---- | ---- | ---- | ---- | --- | --- | --- | --- | ---- |
| 2003     | Milwaukee Bucks | 6  | 0  | 21,3 | 40,4 | 25,0 | 92,9 | 3,5 | 1,8 | 0,3 | 0,2 | 9,7  |
| 2004     | Milwaukee Bucks | 5  | 5  | 38,4 | 41,0 | 30,0 | 76,2 | 5,0 | 2,6 | 0,0 | 0,0 | 18,0 |
| 2006     | Milwaukee Bucks | 5  | 5  | 37,0 | 52,4 | 46,7 | 89,1 | 5,4 | 1,6 | 0,8 | 0,0 | 27,2 |
| Carriera | Carriera        | 16 | 10 | 31,6 | 45,2 | 34,0 | 86,4 | 4,6 | 2,0 | 0,4 | 0,1 | 17,8 |

### Massimi in carriera
- Massimo di punti: 57 vs Utah Jazz (11 novembre 2006)[2]
- Massimo di rimbalzi: 14 vs Houston Rockets (28 marzo 2004)
- Massimo di assist: 11 vs Los Angeles Clippers (11 febbraio 2008)
- Massimo di palle rubate: 6 vs Cleveland Cavaliers (9 dicembre 2002)
- Massimo di stoppate: 3 vs Dallas Mavericks (30 dicembre 2002)
- Massimo di minuti giocati: 54 vs Cleveland Cavaliers (17 dicembre 2007)

### Record

#### Record coi Milwaukee Bucks
- Più punti segnati in una partita: 57, contro gli Utah Jazz (11 novembre 2006)
- Maggior numero di tiri da tre fatti in un quarto, 8, registrato nel quarto quarto contro gli Houston Rockets il 20 febbraio 2002[3]

## Palmarès

### Nazionale
- Universiadi: 1

1999
- Campionati americani maschili di pallacanestro: 1

2007
- Oro olimpico: 1

Pechino 2008

### Individuale
- All-Big Ten Tournement Team: 1

1999
- NBA All-Star: 1

2004
- All-NBA Third Team: 1

2003-2004
- Ha vinto il premio di miglior giocatore della sua squadra al suo college di Ohio State e si è ripetuto vincendolo anche con i Milwaukee Bucks